# Данте, Энрико
Энрико Данте (итал. Enrico Dante; 5 июля 1884, Рим, королевство Италия — 24 апреля 1967, там же) — итальянский куриальный кардинал и ватиканский сановник. Заместитель Секретаря Священной Конгрегации Церемониала с 27 мая 1943 по 13 июня 1947. Префект Папских церемоний с 13 июня 1947 по 21 февраля 1965. Про-секретарь Священной Конгрегации обрядов с 24 января 1959 по 5 января 1960. Секретарь Священной Конгрегации обрядов с 5 января 1960 по 22 февраля 1965. Титулярный архиепископ Карпасии с 28 августа 1962 по 22 февраля 1965. Кардинал-священник с 22 февраля 1965, с титулом церкви Сант-Агата-деи-Готи с 25 февраля 1965.